# Felix Jaehn
Felix Jaehn, właśc. Felix Kurt Jähn (ur. 28 sierpnia 1994 w Hamburgu) – niemiecki DJ i producent muzyczny. 

## Życiorys
Dorastał w Schönberg niedaleko Wismaru, gdzie ukończył Ernst Barlach Gymnasium. W wieku 17 lat przeprowadził się do Londynu i uczęszczał do Point Blank Music School. Następnie rozpoczął studia biznesu i administracji na Uniwersytecie Humboldtów w Berlinie.
W 2014 zremiksował piosenkę „Cheerleader”, dzięki czemu Omi podbił światowe listy przebojów. Kolejnym utworem, który zyskał dużą popularność, był „Ain’t Nobody (Loves Me Better)”, będący remiksem utworu amerykańskiej grupy Rufus i Chaki Khan. Pod koniec 2015 stworzył wspólnie z Markiem Forsterem projekt Eff. Ich pierwszy singel pt. „Stimme” ukazał się 27 listopada 2015 i dotarł do pierwszego miejsca najpopularniejszych singli w Niemczech.
19 lutego 2018 wydał debiutancki album pt. I, który promował singlami „Bonfire” (nagranym z Almą), „Hot 2 Touch” i „Feel Good”.

### Życie prywatne
W lutym 2018 w wywiadzie dla tygodnika Die Zeit zdeklarował się jako osoba biseksualna. W 2024 dokonał coming outu jako osoba panseksualna i niebinarna.

## Dyskografia

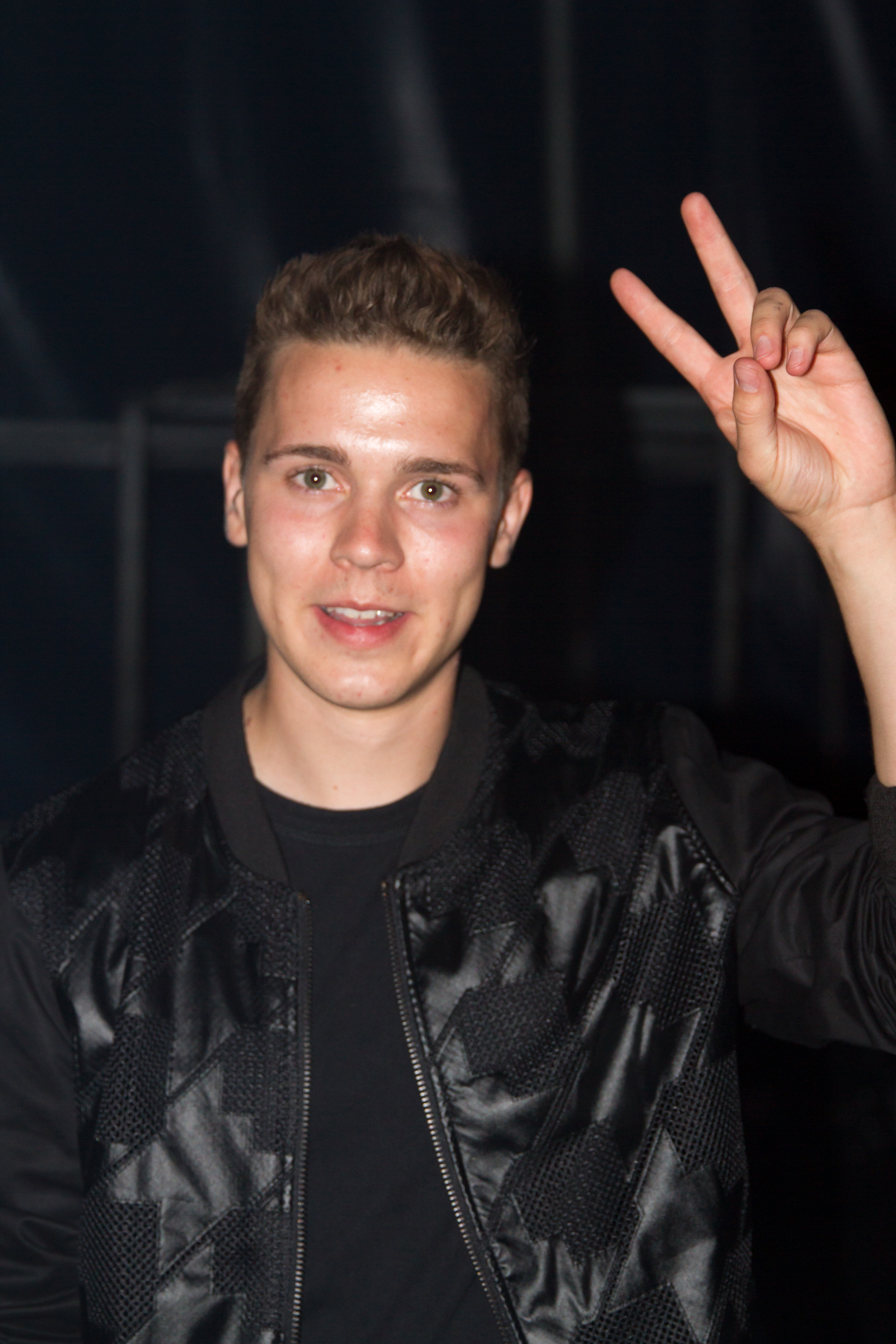
Felix Jaehn na Airbeat One Festival 2015

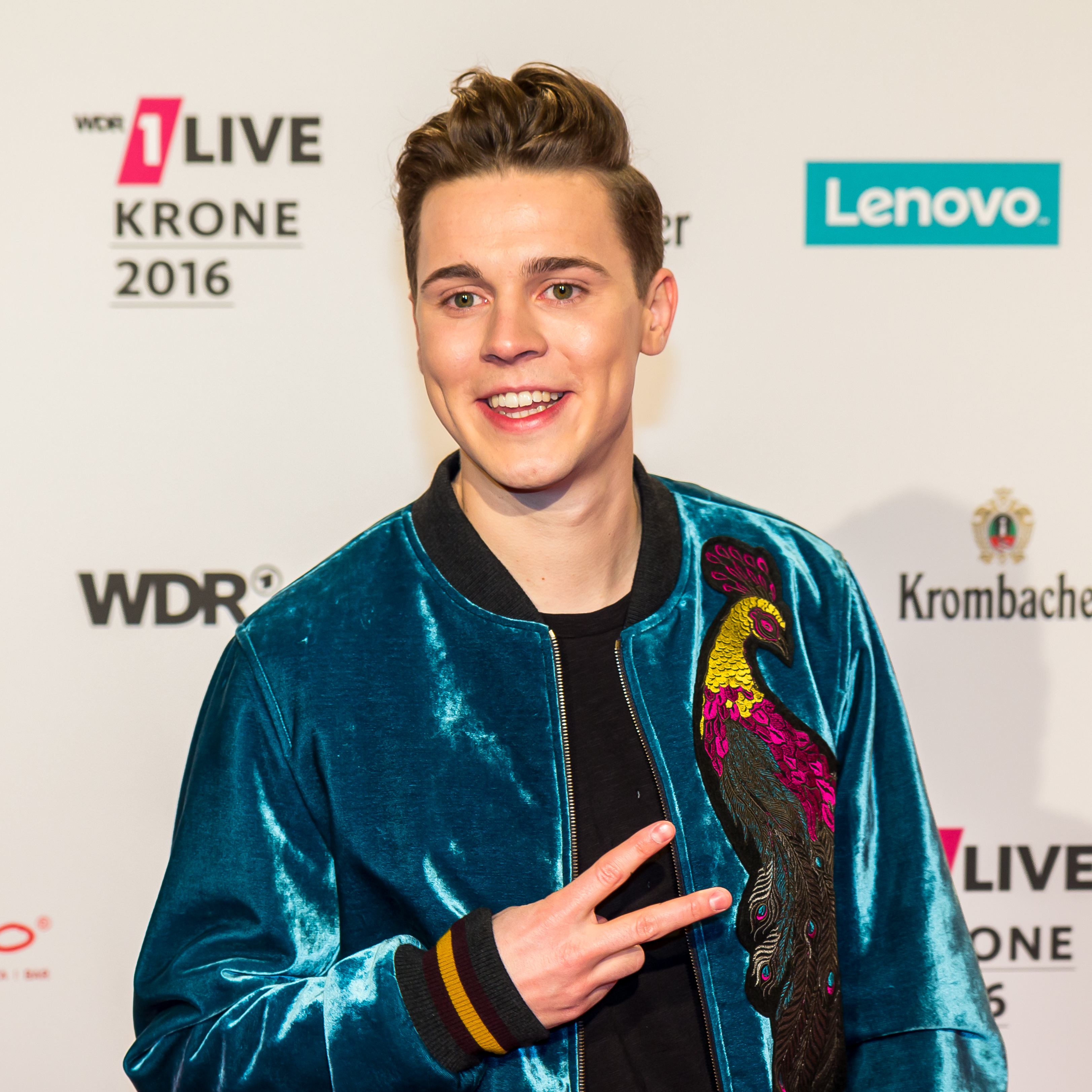
Felix Jaehn (2016)

### Albumy
| Rok  | Album                                                                                                   | Certyfikat         |
| ---- | --- | ------------------ |
| 2018 | I - Wydany: 19 lutego 2018 - Wytwórnia: L'Agentur - Format: Digital download                            | - POL: złota płyta |
| 2021 | Breathe - Wydany: 1 października 2021 - Wytwórnia: Virgin Records - Format: Digital download, streaming | - POL: złota płyta |

### Minialbumy
| Rok  | Album                                                                                    |
| ---- | ---------------------------------------------------------------------------------------- |
| 2016 | Felix Jaehn - Wydany: 15 stycznia 2016 - Wytwórnia: L'Agentur - Format: Digital download |

### Single

#### Solowe
| Rok                                                                                | Tytuł                                                            | Najwyższa pozycja | Najwyższa pozycja | Najwyższa pozycja | Najwyższa pozycja | Najwyższa pozycja | Najwyższa pozycja | Najwyższa pozycja | Najwyższa pozycja | Najwyższa pozycja | Najwyższa pozycja | Najwyższa pozycja | Certyfikat | Album           |
| Rok                                                                                | Tytuł                                                            | GER               | AUS               | AUT               | BEL (FL)          | BEL (WA)          | DEN               | FRA               | NLD               | SWE               | SWI               | POL               | Certyfikat | Album           |
| ---------------------------------------------------------------------------------- | ---------------------------------------------------------------- | ----------------- | ----------------- | ----------------- | ----------------- | ----------------- | ----------------- | ----------------- | ----------------- | ----------------- | ----------------- | ----------------- | --- | --------------- |
| 2015                                                                               | „Ain’t Nobody (Loves Me Better)” (gościnnie: Jasmine Thompson)   | 1                 | 6                 | 1                 | 6                 | 7                 | 2                 | 2                 | 2                 | 7                 | 5                 | –                 | - GER: platynowa płyta - AUS: platynowa płyta - ITA: złota płyta - UK: srebrna płyta - POL: 4× platynowa płyta | Felix Jaehn / I |
| 2015                                                                               | „Eagle Eyes” (gościnnie: Lost Frequencies oraz Linying)          | –                 | –                 | –                 | 68                | –                 | –                 | –                 | –                 | –                 | –                 | –                 | | I               |
| 2015                                                                               | „Book of Love” (gościnnie: Polina)                               | 7                 | –                 | 15                | 62                | 59                | –                 | 100               | 78                | –                 | 61                | –                 | - GER: złota płyta                                                                                             | Felix Jaehn / I |
| 2016                                                                               | „Bonfire” (gościnnie: Alma)                                      | 3                 | –                 | 9                 | –                 | –                 | –                 | 120               | 100               | 62                | 39                | –                 | - GER: platynowa płyta - AUT: złota płyta                                                                      | I               |
| 2017                                                                               | „Hot2Touch” (oraz Hight i Alex Aiono)                            | 12                | –                 | 14                | 57                | –                 | –                 | 176               | –                 | –                 | 49                | –                 | - GER: platynowa płyta - AUT: złota płyta - ITA: złota płyta                                                   | I               |
| 2017                                                                               | „Feel Good” (gościnnie: Mike Williams)                           | 12                | –                 | 14                | 57                | –                 | –                 | 176               | –                 | –                 | 49                | –                 | - GER: złota płyta                                                                                             | I               |
| 2017                                                                               | „Like a Riddle” (gościnnie: Heart oraz Colors oraz Adam Trigger) | 85                | –                 | 68                | –                 | –                 | –                 | –                 | –                 | –                 | 89                | –                 | | I               |
| 2018                                                                               | „Cool” (gościnnie: Marc E. Bassy oraz Gucci Mane)                | 39                | –                 | 27                | –                 | –                 | –                 | –                 | –                 | –                 | –                 | –                 | | I               |
| 2018                                                                               | „Jennie” (gościnnie: R. City oraz Bori)                          | 40                | –                 | 35                | –                 | –                 | –                 | –                 | –                 | –                 | 86                | –                 | - GER: złota płyta - AUT: złota płyta                                                                          | I               |
| 2018                                                                               | „So Close” (gościnnie: NOTD, Captain Cuts, Georgia Ku)           | 45                | 45                | 43                | –                 | –                 | –                 | –                 | 97                | 77                | –                 | –                 | - USA: złota płyta                                                                                             | Breathe         |
| 2019                                                                               | „Close Your Eyes” (oraz VIZE, gościnnie: Miss Li)                | 21                | –                 | 24                | –                 | –                 | –                 | –                 | –                 | 7                 | –                 | 35                | - POL: 2× platynowa płyta                                                                                      | Breathe         |
| 2019                                                                               | „All the Lies” (oraz Alok, gościnnie The Vamps)                  | –                 | –                 | –                 | –                 | –                 | –                 | –                 | –                 | –                 | –                 | –                 | | Breathe         |
| 2019                                                                               | „Liita” (oraz Breaking Beattz)                                   | –                 | –                 | –                 | –                 | –                 | –                 | –                 | –                 | –                 | –                 | –                 | |                 |
| 2019                                                                               | „Love on Myself” (gościnnie: Calum Scott)                        | 58                | –                 | –                 | –                 | –                 | –                 | –                 | –                 | –                 | –                 | –                 | |                 |
| 2019                                                                               | „Never Alone” (oraz Mesto, gościnnie: Vcation)                   | –                 | –                 | –                 | –                 | –                 | –                 | –                 | –                 | –                 | –                 | –                 | |                 |
| 2020                                                                               | „Thank You [Not So Bad]” (oraz VIZE)                             | 71                | –                 | 62                | –                 | –                 | –                 | –                 | –                 | 61                | –                 | –                 | | Breathe         |
| 2020                                                                               | „Sicko” (gościnnie: Gashi oraz Faangs)                           | 42                | –                 | –                 | –                 | –                 | –                 | –                 | –                 | –                 | –                 | –                 | |                 |
| 2020                                                                               | „No Therapy” (gościnnie: Bryn Christopher, Nea)                  |                   |                   |                   |                   |                   |                   |                   |                   |                   |                   |                   | - POL: platynowa płyta                                                                                         | Breathe         |
| 2021                                                                               | „Where the Lights Are Low” (oraz Toby Romeo, FAULHABER)          |                   |                   |                   |                   |                   |                   |                   |                   |                   |                   |                   | - POL: złota płyta                                                                                             |                 |
| 2021                                                                               | „I Got a Feeling” (gościnnie: Robin Schulz, Georgia Ku)          |                   |                   |                   |                   |                   |                   |                   |                   |                   |                   |                   | | Breathe         |
| 2022                                                                               | „Rain in Ibiza” (oraz The Stickmen Project, gośc. Calum Scott)   |                   |                   |                   |                   |                   |                   |                   |                   |                   |                   |                   | - POL: złota płyta                                                                                             |                 |
| 2022                                                                               | „Do It Better” (gośc. Zoe Wees)                                  |                   |                   |                   |                   |                   |                   |                   |                   |                   |                   |                   | |                 |
| 2022                                                                               | „Call It Love" (oraz Ray Dalton)                                 |                   |                   |                   |                   |                   |                   |                   |                   |                   |                   |                   | - POL: 2× platynowa płyta                                                                                      |                 |
| „–” oznacza, że singel nie był na danym terytorium notowany lub go tam nie wydano. |                                                                  |                   |                   |                   |                   |                   |                   |                   |                   |                   |                   |                   | |                 |

### Remiksy
| Rok                                                                                | Tytuł                                                                         | Najwyższa pozycja | Najwyższa pozycja | Najwyższa pozycja | Najwyższa pozycja | Najwyższa pozycja | Najwyższa pozycja | Najwyższa pozycja | Najwyższa pozycja | Najwyższa pozycja | Najwyższa pozycja | Certyfikat |
| Rok                                                                                | Tytuł                                                                         | GER               | AUS               | AUT               | BEL (FL)          | BEL (WA)          | DEN               | FRA               | NLD               | SWE               | SWI               | Certyfikat |
| ---------------------------------------------------------------------------------- | ----------------------------------------------------------------------------- | ----------------- | ----------------- | ----------------- | ----------------- | ----------------- | ----------------- | ----------------- | ----------------- | ----------------- | ----------------- | --- |
| 2013                                                                               | „Another Day in Paradise” (Phil Collins) (Felix Jaehn oraz Alex Schulz Remix) | —                 | —                 | —                 | —                 | —                 | —                 | —                 | —                 | —                 | —                 | brak |
| 2013                                                                               | „Berlin” (RY X) (LCAW oraz Felix Jaehn Remix)                                 | —                 | —                 | —                 | —                 | —                 | —                 | —                 | —                 | —                 | —                 | brak |
| 2014                                                                               | „One Last Time” (Jaymes Young) (Felix Jaehn gościnnie: Chris Meid Remix)      | —                 | —                 | —                 | —                 | —                 | —                 | —                 | —                 | —                 | —                 | brak |
| 2014                                                                               | „Cheerleader” (Omi) (Felix Jaehn Remix)                                       | 1                 | 1                 | 1                 | 1                 | 1                 | 1                 | 1                 | 1                 | 1                 | 1                 | - ARIA: 4× platynowa płyta - BPI: 2× platynowa płyta - BVMI: 3× złota płyta - IFPI DEN: 2× platynowa płyta - RIAA: 3× platynowa płyta - GLF: 7× platynowa płyta |
| 2015                                                                               | „The Nights” (Avicii) (Felix Jaehn Remix)                                     | —                 | —                 | —                 | —                 | —                 | —                 | —                 | —                 | —                 | —                 | brak |
| 2015                                                                               | „Photograph” (Ed Sheeran) (Felix Jaehn Remix)                                 | 4                 | —                 | —                 | —                 | —                 | —                 | —                 | —                 | —                 | —                 | brak |
| 2020                                                                               | „Some Say” (Nea) (Felix Jaehn Remix)                                          | —                 | —                 | —                 | —                 | —                 | —                 | —                 | —                 | —                 | —                 | brak |
| 2021                                                                               | ,,Anxious" (Dennis Lloyd) (Felix Jaehn Remix)                                 |                   |                   |                   |                   |                   |                   |                   |                   |                   |                   | |
| 2022                                                                               | ,,Bad Memories" (Meduza) (Felix Jaehn Remix)                                  |                   |                   |                   |                   |                   |                   |                   |                   |                   |                   | |
| „—” oznacza, że singel nie był na danym terytorium notowany lub go tam nie wydano. |                                                                               |                   |                   |                   |                   |                   |                   |                   |                   |                   |                   | |